# 15e cérémonie des San Diego Film Critics Society Awards
La 15e cérémonie des San Diego Film Critics Society Awards, décernés par la San Diego Film Critics Society, a eu lieu le 14 décembre 2010, et a récompensé les films réalisés dans l'année.

## Palmarès

### Meilleur film
- Winter's Bone
  - Black Swan
  - Fighter (The Fighter)
  - Inception
  - Le Discours du roi (The King's Speech)
  - The Social Network

### Meilleur réalisateur
- Darren Aronofsky pour Black Swan
  - Danny Boyle pour 127 heures (127 Hours)
  - David Fincher pour The Social Network
  - Debra Granik pour Winter's Bone
  - Christopher Nolan pour Inception

### Meilleur acteur
- Colin Farrell pour le rôle de Syracuse dans Ondine
  - Aaron Eckhart pour le rôle de Howie Corbett dans Rabbit Hole
  - Jesse Eisenberg pour le rôle de Mark Zuckerberg dans The Social Network
  - Colin Firth pour le rôle du roi George VI dans Le Discours du roi (The King's Speech)
  - James Franco pour le rôle d'Aron Ralston dans 127 heures (127 Hours)

### Meilleure actrice
- Jennifer Lawrence pour le rôle de Ree Dolly dans Winter's Bone
  - Carey Mulligan pour le rôle de Kathy dans Never Let Me Go
  - Natalie Portman pour le rôle de Nina dans Black Swan
  - Tilda Swinton pour le rôle d'Emma Recchi dans Amore (Io sono l'amore)
  - Michelle Williams pour le rôle de Cindy dans Blue Valentine

### Meilleur acteur dans un second rôle
- John Hawkes pour le rôle de Teardrop dans Winter's Bone
  - Christian Bale pour le rôle de Dickie Eklund dans Fighter (The Fighter)
  - John Hurt pour le rôle de Old Man Peanut dans 44 Inch Chest
  - Jeremy Renner pour le rôle de James Coughlin dans The Town
  - Geoffrey Rush pour le rôle de Lionel Logue dans Le Discours du roi (The King's Speech)

### Meilleure actrice dans un second rôle
- Lesley Manville pour le rôle de Mary dans Another Year
  - Dale Dickey pour le rôle de Merab dans Winter's Bone
  - Melissa Leo pour le rôle d'Alice dans Fighter (The Fighter)
  - Blake Lively pour le rôle de Krista Coughlin dans The Town
  - Jacki Weaver pour le rôle de Janine "Smurf" Cody dans Animal Kingdom

### Meilleure distribution
- 44 Inch Chest
  - Another Year
  - Fighter (The Fighter)
  - The Social Network
  - Winter's Bone

### Meilleur scénario original
- We Are Four Lions (Four Lions) - Chris Morris, Jesse Armstrong et Sam Bain
  - Le Discours du roi (The King's Speech) - David Seidler
  - Inception - Christopher Nolan
  - Ondine - Neil Jordan
  - Toy Story 3 - Michael Arndt

### Meilleur scénario adapté
- The Social Network – Aaron Sorkin
  - Scott Pilgrim (Scott Pilgrim vs. the World) – Michael Bacall et Edgar Wright
  - Shutter Island – Laeta Kalogridis
  - The Town – Ben Affleck, Peter Craig et Aaron Stockard
  - Winter's Bone – Debra Granik et Anne Rosellini

### Meilleurs décors
- Shutter Island – Dante Ferretti
  - Alice au pays des merveilles (Alice in Wonderland) – Robert Stromberg
  - Black Swan – Therese De Prez
  - Harry Potter et les Reliques de la Mort – 1re partie (Harry Potter and the Deathly Hallows: Part I) – Stuart Craig
  - Inception – Guy Hendrix Dyas

### Meilleure photographie
- Inception – Wally Pfister
  - 127 heures (127 Hours) – Anthony Dod Mantle et Enrique Chediak (en)
  - Black Swan – Matthew Libatique
  - Harry Potter et les Reliques de la Mort – 1re partie (Harry Potter and the Deathly Hallows – Part 1) – Eduardo Serra
  - Shutter Island – Robert Richardson

### Meilleur montage
- Scott Pilgrim (Scott Pilgrim vs. the World) – Jonathan Amos et Paul Machliss (en)
  - 127 heures (127 Hours) – Jon Harris
  - Black Swan – Andrew Weisblum
  - Inception – Lee Smith
  - The Social Network – Angus Wall et Kirk Baxter

### Meilleure musique de film
- Never Let Me Go – Rachel Portman
  - 127 heures (127 Hours) – A. R. Rahman
  - Alice au pays des merveilles (Alice in Wonderland) – Danny Elfman
  - Black Swan – Clint Mansell
  - The Social Network – Trent Reznor et Atticus Ross

### Meilleur film en langue étrangère
- Amore (Io sono l'amore) •  Italie
  - Biutiful •  Mexique
  - Millénium (Män som hatar kvinnor) •  Suède
  - Mother (마더) •  Corée du Sud
  - Les Chats persans (کسی از گربه های ایرانی خبر نداره) •  Iran

### Meilleur film d'animation
- Toy Story 3
  - Moi, moche et méchant (Despicable Me)
  - Dragons (How To Train Your Dragon)
  - L'Illusionniste
  - Raiponce (Tangled)

### Meilleur film documentaire
- Faites le mur ! (Exit Through the Gift Shop)
  - Un film inachevé
  - Inside Job
  - The Tillman Story
  - Waiting for Superman

### Body of Work
- Rebecca Hall –  Red Riding 1974, La Beauté du geste (Please Give) et The Town